# Ijeoma Grace Agu
Ijeoma Grace Agu es una actriz nigeriana. 

## Biografía
Agu es la primera de los cinco hijos de sus padres. Según un informe de Pulse Nigeria, se crio en la ciudad de Benín y en el estado de Lagos. Obtuvo su primer título en Bioquímica de la Universidad Nnamdi Azikiwe en 2007. Está casada y tiene una hija.
Describe a su padre como responsable de su confianza para actuar. Según Agu, su carrera como actriz comenzó en los escenarios de Benín a los 14 años de edad. En declaraciones a The Nation (Nigeria) sobre la homosexualidad en Nollywood, lo describió como un pecado por motivos religiosos y dijo no creer que su ilegalidad fuera una violación de los derechos humanos. Sin embargo, comentó que no debería ser criminalizado como se hace en Nigeria y con mucho gusto aceptaría el papel de lesbiana en una película. También afirmó que no apoya nada que resulte en la pérdida de vidas de sus compatriotas, cuando se le preguntó sobre la agitación por Biafra y el encarcelamiento de Nnamdi Kanu.

## Carrera
Fue nominada a mejor actriz de reparto en los 12th Africa Movie Academy Awards. También ganó el premio a la actriz más prometedora en los premios Best of Nollywood Awards 2014. En 2007, hizo su primera aparición en pantalla en la serie de televisión Eldorado.También formó parte del grupo cultural en los Juegos Olímpicos de Londres 2012.

## Filmografía
- The Arrangement
- Beyond Blood
- One Room
- The Choice of Aina
- Flower Girl
- From Within
- Just Not Married
- Kpians: The Feast of Souls (2014)
- Taxi Driver
- Hoodrush
- Misfits
- Love In A Time of Kekes
- Women Are Scum
- Package deal
- Sylvia